# Isturgia miniosaria
Isturgia miniosaria  (Syn.: Boarmia miniosaria) ist ein Schmetterling aus der Familie der Spanner (Geometridae). Der Artname leitet sich vom lateinischen Wort minio mit der Bedeutung „rot färben“ ab und bezieht sich auf die eingesprengten rötlichen Schuppen auf den Flügeloberseiten.

## Merkmale

### Falter
Die Flügelspannweite der Falter beträgt 32 bis 36 Millimeter. Die Grundfarbe der Vorderflügeloberseiten variiert bei beiden Geschlechtern in verschiedenen Grautönungen. Die Flügel sind mit einer feinen dunkelbraunen Sprenkelung versehen. Meist heben sich rötliche Schuppen ab und auch die Adern zeigen zuweilen eine rötliche Färbung. Die dunkelgrauen Querlinien sind oftmals unterbrochen oder zu kleinen Flecken am Vorderrand reduziert, können jedoch auch sehr deutlich hervorgehoben sein. Auf der blassgrauen Hinterflügeloberseite hebt sich eine feine dunkelbraune Sprenkelung ab. Die nahezu zeichnungslosen weißgrauen Hinterflügelunterseiten zeigen jeweils einen undeutlichen Mittelpunkt.

### Raupe
Ausgewachsene Raupen haben eine grüne Farbe, von der sich eine schwarzgrüne Rückenlinie abhebt. Die gesamte Körperoberfläche ist mit sehr kleinen schwarzen Punkten überzogen. Auffällig ist ein breiter, weißgelber Seitenstreifen, der schwarz gesäumt ist und aus dem sich die schwarzen Stigmen abheben. Bauchseits zeigen sich zuweilen große rosa Flecke. Die grüne Kopfkapsel ist schwarz gepunktet.

## Verbreitung und Lebensraum
Das Verbreitungsgebiet von Isturgia miniosaria erstreckt sich durch Spanien und Portugal sowie durch Südfrankreich. Die Art kommt auch auf in Nordafrika vor. Hauptlebensraum sind warme, trockene Hänge, strauchige Wiesen und Heidegebiete.

## Lebensweise
Die Falter sind nachtaktiv und fliegen schwerpunktmäßig im September und Oktober. Nachts erscheinen sie zuweilen zahlreich an künstlichen Lichtquellen. Die Raupen ernähren sich von den Blüten von Ginster- (Genista) und Stechginsterarten (Ulex).